# ایلونا کوکینی
ایلونا کوکینی (مجاری: Ilona Kökény؛ ۷ آوریل ۱۸۹۱ – ۱ ژوئیهٔ ۱۹۴۷) بازیگر اهل مجارستان بود.
از فیلم‌ها یا مجموعه‌های تلویزیونی که وی در آن‌ها نقش داشته‌است می‌توان به قصه‌های بوداپست و بانو یک اتاق می‌خواهد اشاره نمود.